# Marbach (Lucerna)
Marbach foi uma comuna da Suíça, no Cantão Lucerna, com cerca de 1.227 habitantes. Estendia-se por uma área de 45,10 km², de densidade populacional de 27 hab/km². Confinava com as seguintes comunas: Eggiwil (BE), Escholzmatt, Flühli, Schangnau (BE), Trub (BE).
A língua oficial nesta comuna era o Alemão.

## História
Em 2 de janeiro de 2013, passou a formar parte da nova comuna de Escholzmatt-Marbach.